# François-Thomas Germain
François-Thomas Germain ( París, 18 d'abril de 1726- ibídem, 23 de gener de 1791) va ser un orfebre francès d'estil rococó.

## Biografia
Era fill del també orfebre Thomas Germain, que va treballar per al regente Felipe d'Orleans. Va treballar inicialment amb el seu pare, del qual va heretar el càrrec d' orfèvre du Roi (orfebre del rei) i del que va acabar algunes de les seves obres, com el llum de Santa Genoveva de París (1744-1754).  El 1748 va ser nomenat mestre orfebre. 
Va realitzar diverses obres per al rei i membres de l'aristocràcia, com la marquesa de Pompadour.  Va elaborar l'anomenada Vajilla Germain (1757-1762) per al rei Josep I de Portugal, composta de 1274 peces, de la qual destaca el centre de taula, amb una base de rocalla amb arbustos i dues llebreles, de la qual s'eleven sis braços de llum que enquadren el got central, amb una tapa coronada per dos amorets.  També va confeccionar tres centres de taula per a la tsarina Isabel I de Rússia (1760). 
Va realitzar diverses peces segons dissenys de l'escultor Jean-Baptiste Pigalle. A causa de l'èxit de les seves obres va ampliar el seu taller de producció, amb la qual cosa va incomplir els reglaments del gremi d'orfebres, per la qual cosa va ser declarat en fallida el 1765. 

## A la cultura popular
En el videojoc Assassin's Creed Unity, Germain és un orfebre que comença a tenir visions relacionades amb diversos elements de l'Univers de la Saga Assassin's Creed, a més, es considera a si mateix una reencarnació de Jacques de Molay, fet que el porta a unir-se a la Orde dels Templers i a escalar posicions fins a convertir-se en Gran Maestre, amb l'objectiu de reformar l'Orde per tornar-la glòria dels temps passats.